# Пам'ятник Миколаю Копернику (Зальцбург)
Пам'ятник Миколаю Копернику в Зальцбурзі — статуя польського астронома Миколая Коперника роботи австрійського скульптора Йозефа Торака, розташована в Зальцбурзі.

## Історія
У 1943 році відбулися урочистості, пов'язані з річницею народження і смерті Коперника. З цієї нагоди до окупованого німцями Торуня прибув Альберт Форстер, гауляйтер рейхс-округу Гданськ-Західна Пруссія, який під час офіційного закриття церемонії заклав перший камінь для майбутньої статуї астронома, яку мали встановити на нинішній площі Рапацького, на місці, де зараз стоїть пам'ятник Геліос. Зрештою, в Торуні було споруджено лише гіпсовий проєкт, а пам'ятник, зроблений Тораком, так і не був встановлений через погіршення ситуації для нацистської Німеччини на Східному фронті Другої світової війни.
У 1950 році відбулася ретроспективна виставка робіт Йозефа Торака, включно з пам'ятником Копернику, призначеним для Торуня. Після виставки його встановили в Зальцбурзі — рідному місті Торака.

## Зовнішній вигляд
Пам'ятник Миколаю Копернику має висоту 4,5 м (статуя 3,2 м, постамент 1,3 м). Астроном стрункий і високий, із різкими рисами обличчя. У правій руці він тримає маленьку кульку — Землю, в лівій руці, спираючись ліктем на ліве коліно, тримає більшу кулю, що символізує Сонце. Його голова повернута на правий бік і сильно нахилена вперед, так як він дивиться на Землю. Вбраний в рясу з широкими манжетами, взутий у сандалі.
|  |
|  |

|  |
|  |